# 譚焯升
譚焯升（Clevis Tam，1995年12月8日—），原名譚浩智，曾為香港無綫電視旗下經理人合約男藝員，2015年無綫電視藝員訓練班畢業。2022年加入J2台，曾為為22位J2ers之一。

## 簡歷
譚焯升中小學就讀拔萃男書院，中三轉讀英基學校協會旗下的啟新書院，中學畢業後到倫敦大學就讀會計與金融學位，畢業後加入無綫電視。

## 演出作品

### 電視劇 (無綫電視)
| 年份   | 劇名                  | 角色                         |
| 2016年 | 《愛·回家之八時入席》 | 徐仁富                       |
| 2016年 | 《火線下的江湖大佬》  | 髮廊職員                     |
| 2016年 | 《幕後玩家》          | 面試者                       |
| 2017年 | 《愛·回家之開心速遞》 | 司徒師傅徒弟（後生版熊樹根） |
| 2017年 | 《與諜同謀》          | 駱九鼎兒子                   |
| 2018年 | 《翻生武林》          | 般若派弟子 阿毛              |
| 2018年 | 《天命》              | 常春                         |
| 2019年 | 《婚姻合伙人》        | 徐嘯天                       |
| 2019年 | 《白色強人》          | 蘇嘉樂                       |
| 2020年 | 《黃金有罪》          | 廉政公署調查員               |
| 2020年 | 《愛·回家之開心速遞》 | 主持人                       |
| 2021年 | 《把關者們》          | 王大衛                       |
| 2022年 | 《白色強人II》        | 警察                         |
| 2023年 | 《新四十二章》        | 馬丁鑫Amen 急症室護士        |
| 2023年 | 《法言人》            | Harrison                     |
| 未播映 | 《非常檢控觀》        |                              |

### 電視劇 (邵氏兄弟)
| 年份   | 劇名               | 角色         |
| 2022年 | 《飛虎之壯志英雄》 | 衛生署檢控員 |

### 網絡劇 (Big Big Channel)
| 年份   | 劇名       | 角色 |
| 2017年 | 《十兄弟》 |      |

### 綜藝節目 (無綫電視)
| 年份   | 節目名         | 備註   |
| 2017年 | 《築·動·愛》   | 演出   |
| 2021年 | 《明星運動會》 | 參賽者 |

### 綜藝節目 (J2台)
| 年份       | 節目名                 | 備註         |
| 2018至19年 | 《今期流行》（第二輯） | 主持         |
| 2019年     | 《電競王》             | 第9-11集嘉賓 |
| 2022年     | 《關注關注組》         | 主持         |
| 2022年     | 《鋪鋪Poker》          | 客串派牌員   |

## 外部連結
- 譚焯升在tvb.com的資料
- 譚焯升的Instagram帳戶
- clevistam在linkedin的資料